# Karabin Feldstutzer 1851
Feldstutzer 1851 – szwajcarski karabin jednostrzałowy opracowany w połowie XIX wieku.
Był to pierwszy wojskowy karabin w Europie, w którym w sposób znaczący zmniejszono kaliber broni. Wynosił on 10,4–10,5 mm czyli 0.41 cala. Tymczasem w tamtym okresie karabiny wojskowe posiadały kaliber od 17,5–19 mm. Ta redukcja kalibru spowodowała, że niemal o połowę zmniejszyła się masa amunicji, dzięki czemu żołnierz mógł przenosić jej więcej. Wpłynęło to też na zmniejszenie odrzutu. Poprawiło to właściwości balistyczne pocisku, który miał znacznie bardziej płaski tor lotu w porównaniu do konkurencji. Karabin ten uważany był za bardzo celną broń. 

## Opis Konstrukcji
Broń odprzodowa z zamkiem kapiszonowym. Mechanizm spustowy wyposażony w przyśpiesznik. Lufa gwintowana posiada 8 bruzd prawoskrętnych. Celownik ramieniowy wyskalowany od  200 do 1000 kroków. 
Broń była wyposażona w bagnet trójgranny o dług. 485 mm.

## Użycie w wojsku polskim
W czasie trwania powstania styczniowego przedstawiciele Rządu Narodowego kupowali różne typy broni i wiadomo że kupowano też broń szwajcarską. Być może zakupiono też i te karabiny. Nie ma jednak pewności, czy broń ta dotarła do kraju i czy została użyta w walce.
W czasie przeprowadzonych badań archeologicznych w latach 2013–2014 w leśnictwie Kazimierz Biskupi na terenie dawnego obozowiska powstańczego partii Kazimierza Mielęckiego znaleziono kule i pociski z powstańczej broni. Wśród znalezionych pocisków znaleziono też jeden pocisk, który zidentyfikowano jako pocisk pochodzący z Feldstutzer 1851. Pocisk miał średnicę 10,4 mm, czyli kaliber .41.